# Scalidion
Scalidion is een geslacht van kevers uit de familie van de loopkevers (Carabidae). De wetenschappelijke naam van het geslacht is voor het eerst geldig gepubliceerd in 1846 door Schmidt-Gobel.

## Soorten
Het geslacht Scalidion omvat de volgende soorten:
- Scalidion hilare Schmidt-Goebel, 1846
- Scalidion nigrans (Bates, 1889)
- Scalidion wudangshanensis Kirschenhofer, 2012
- Scalidion xanthophanum (Bates, 1888)